# SW Возничего
SW Возничего (лат. SW Aurigae) — одиночная переменная звезда в созвездии Возничего на расстоянии (вычисленном из значения параллакса) приблизительно 3916 световых лет (около 1201 парсека) от Солнца. Видимая звёздная величина звезды — от +17m до +13,3m.

## Характеристики
SW Возничего — красная пульсирующая переменная звезда, мирида (M) спектрального класса M. Эффективная температура — около 3294 К.